# Liste von Apfelsorten/G
Erläuterungen und Quellen: Siehe Hauptartikel!
| Apfelsorte | Bild                                             | Kreuzung aus                                     | Erstes Auftauchen | Anmerkungen | Quellen                                                                                     |
| --- | ------------------------------------------------ | ------------------------------------------------ | --- | --- | ------------------------------------------------------------------------------------------- |
| Gabiola |                                                  |                                                  | | | f                                                                                           |
| Gacks Streifling |                                                  |                                                  | | | p (S. 271)                                                                                  |
| Gacksapfel |                                                  |                                                  | | | j, o, r (S. 47)                                                                             |
| Gaesdoncker (oder: Gaesdoncker Reinette, Gaesdoncker Renette, Gaesdonker, Gaesdonker Reinette, Gaesdonker Renette) |                                                  |                                                  | | Genetische Untersuchungen haben gezeigt, dass alle als Gaesdoncker Renette gelieferten Proben in Wirklichkeit Blenheim sind.                              | h (Nr. 417, S. 465), j, o, p (S. 274), r (S. 48)                                            |
| Gaesdoncker Reinette | Siehe: Gaesdoncker                               | Siehe: Gaesdoncker                               | Siehe: Gaesdoncker | Siehe: Gaesdoncker | Siehe: Gaesdoncker                                                                          |
| Gaesdoncker Renette | Siehe: Gaesdoncker                               | Siehe: Gaesdoncker                               | Siehe: Gaesdoncker | Siehe: Gaesdoncker | Siehe: Gaesdoncker                                                                          |
| Gaillarde |                                                  |                                                  | | | f                                                                                           |
| Gaillys Herzogin Von Brabant |                                                  |                                                  | | | h (Nr. 77, S. 86), r (S. 48)                                                                |
| Gala |                                                  | Kidds Orange Red × Golden Delicious              | 1934 gezüchtet in Neuseeland. Benannt 1965. Züchter: James Hutton Kidd.                                                   | Süß und knackig im Biss | a, c, d, f, g (S. 215), j, o, r (S. 48)                                                     |
| Gala Auvil |                                                  | Mutante des Gala                                 | Züchter: Grady Auvil | |                                                                                             |
| Gala Galaxy (oder: Galaxy) |                                                  | Mutante des Gala                                 | Neuseeland. US-Patent erteilt: 1989. US-Patent: PP06955. Züchter: Kenneth W. Kiddle                                       | | f, j., r (S. 48)                                                                            |
| Gala-Go-Red |                                                  |                                                  | | | e                                                                                           |
| Gala Mitchgla (oder: Mitchgla) |                                                  |                                                  | | | [ 3 ] [ 4 ]                                                                                 |
| Gala Must | Siehe: Prince Gala                               | Siehe: Prince Gala                               | Siehe: Prince Gala | Siehe: Prince Gala | Siehe: Prince Gala                                                                          |
| Gala Royal | Siehe: Royal Gala                                | Siehe: Royal Gala                                | Siehe: Royal Gala | Siehe: Royal Gala | Siehe: Royal Gala                                                                           |
| Gala Royal Tenroy | Siehe: Tenroy                                    | Siehe: Tenroy                                    | Siehe: Tenroy | Siehe: Tenroy | Siehe: Tenroy                                                                               |
| Gala Supreme |                                                  |                                                  | | | a                                                                                           |
| Galantine |                                                  |                                                  | | | f                                                                                           |
| Galarina |                                                  |                                                  | | | a, e                                                                                        |
| Galaxy | Siehe: Gala Galaxy                               | Siehe: Gala Galaxy                               | Siehe: Gala Galaxy | Siehe: Gala Galaxy | Siehe: Gala Galaxy                                                                          |
| Gale Gala |                                                  | Mutante des Gala                                 | | |                                                                                             |
| Gales |                                                  |                                                  | | | e                                                                                           |
| Galeuse (oder: Pigeonnet D'Armor, Pigeonnet Galeuse) |                                                  |                                                  | | | f                                                                                           |
| Galiwa (oder: Ch 101) |                                                  | Gala x K1R20A44                                  | 1992, Schweiz | | o, r (S. 48)                                                                                |
| Galloway Pepping (oder: Galloway Pepping Russet, Galloway Pippin) |                                                  |                                                  | | Beschreibung | a, f, h (Nr. 331, S. 373), j, o, r (S. 48)                                                  |
| Galloway Pepping Russet | Siehe: Galloway Pepping                          | Siehe: Galloway Pepping                          | Siehe: Galloway Pepping                                                                                                   | Siehe: Galloway Pepping | Siehe: Galloway Pepping                                                                     |
| Galloway Pippin | Siehe: Galloway Pepping                          | Siehe: Galloway Pepping                          | Siehe: Galloway Pepping                                                                                                   | Siehe: Galloway Pepping | Siehe: Galloway Pepping                                                                     |
| Galmac |                                                  | Jersey Mac × Gala                                | 1986 Forschungsanstalt Agroscope Changins-Wädenswil, 1996 als Sorte herausgegeben                                         | | o                                                                                           |
| Galmizer Kalvill |                                                  |                                                  | | | o                                                                                           |
| Galton |                                                  |                                                  | | | f                                                                                           |
| Galwinech |                                                  |                                                  | | | o                                                                                           |
| Gambafina |                                                  |                                                  | | | f, r (S. 48)                                                                                |
| Gammel Kjögegaards Rosenapfel |                                                  |                                                  | | | h (Nr. 148, S. 168), r (S. 48)                                                              |
| Gano |                                                  |                                                  | | | a, d                                                                                        |
| Garden Royal |                                                  |                                                  | 1800er in Sudbury, Massachusetts, USA                                                                                     | | a, c, f                                                                                     |
| Gardener's Apple | Siehe: Mutterapfel                               | Siehe: Mutterapfel                               | Siehe: Mutterapfel | Siehe: Mutterapfel | Siehe: Mutterapfel                                                                          |
| Garibaldis Calvill | Siehe: Garibaldis Kalvill                        | Siehe: Garibaldis Kalvill                        | Siehe: Garibaldis Kalvill                                                                                                 | Siehe: Garibaldis Kalvill | Siehe: Garibaldis Kalvill                                                                   |
| Garibaldis Kalvill (oder: Garibaldis Calvill) |                                                  |                                                  | | | h (Nr. 12, S. 15), p (S. 272f), r (S. 48)                                                   |
| Garland |                                                  |                                                  | | | a                                                                                           |
| Garnet |                                                  |                                                  | | | f                                                                                           |
| Garreston Early |                                                  |                                                  | | |                                                                                             |
| Garry |                                                  |                                                  | | | e                                                                                           |
| Gartenmeister Simon |                                                  |                                                  | | | j, o, r (S. 48)                                                                             |
| Gascoyne's Scarlet | Siehe: Gascoynes Scharlachroter                  | Siehe: Gascoynes Scharlachroter                  | Siehe: Gascoynes Scharlachroter                                                                                           | Siehe: Gascoynes Scharlachroter | Siehe: Gascoynes Scharlachroter                                                             |
| Gascoyne's Scarlet Seedling | Siehe: Gascoynes Scharlachroter                  | Siehe: Gascoynes Scharlachroter                  | Siehe: Gascoynes Scharlachroter                                                                                           | Siehe: Gascoynes Scharlachroter | Siehe: Gascoynes Scharlachroter                                                             |
| Gascoynes Scharlachroter (oder: Friedrich August Von Sachsen, Gascoyne's Scarlet, Gascoyne's Scarlet Seedling, Gascoynes Scharlachsämling, Glory Of England, Schöner Von Russdorf) |                                                  |                                                  | Von Gascoyne um 1870 in Kent gezüchtet                                                                                    | Beschreibung | a, c, e, f, o, r (S. 48)                                                                    |
| Gascoynes Scharlachsämling | Siehe: Gascoynes Scharlachroter                  | Siehe: Gascoynes Scharlachroter                  | Siehe: Gascoynes Scharlachroter                                                                                           | Siehe: Gascoynes Scharlachroter | Siehe: Gascoynes Scharlachroter                                                             |
| Gascoynes Seedling |                                                  |                                                  | | |                                                                                             |
| Gassers Rosenapfel | Siehe: Wagenerapfel                              | Siehe: Wagenerapfel                              | Siehe: Wagenerapfel | Siehe: Wagenerapfel | Siehe: Wagenerapfel                                                                         |
| Gavin |                                                  |                                                  | | | a, f, r (S. 48)                                                                             |
| Gay's Reinette | Siehe: Gays Renette                              | Siehe: Gays Renette                              | Siehe: Gays Renette | Siehe: Gays Renette | Siehe: Gays Renette                                                                         |
| Gays Renette (oder: Gay's Reinette) |                                                  |                                                  | | | h (Nr. 310, S. 347), o, r (S. 48)                                                           |
| Gazerau |                                                  |                                                  | | | f                                                                                           |
| Gd | Siehe: Golden Delicious                          | Siehe: Golden Delicious                          | Siehe: Golden Delicious                                                                                                   | Siehe: Golden Delicious | Siehe: Golden Delicious                                                                     |
| Geeveston Fanny |                                                  |                                                  | | | e, f                                                                                        |
| Geflammter Butterapfel | Siehe: Gestreifte Sommer-Parmäne                 | Siehe: Gestreifte Sommer-Parmäne                 | Siehe: Gestreifte Sommer-Parmäne                                                                                          | Siehe: Gestreifte Sommer-Parmäne | Siehe: Gestreifte Sommer-Parmäne                                                            |
| Geflammter Cardinal | Siehe: Geflammter Kardinal                       | Siehe: Geflammter Kardinal                       | Siehe: Geflammter Kardinal                                                                                                | Siehe: Geflammter Kardinal | Siehe: Geflammter Kardinal                                                                  |
| Geflammter Cousinot |                                                  |                                                  | | | h (Nr. 161, S. 182), o, p (S. 276), r (S. 49)                                               |
| Geflammter Kardinal (oder: Backapfel, Bischofsmütze, Bürgerherrenapfel, Cardinal Blanc, Dickapfel, Falscher Gravensteiner, Geflammter Cardinal, Geflammter Weißer Kardinal, Gerstenapfel, Gestreifter Pfundapfel, Großer Schlotterapfel, Herrenapfel, Himbeerapfel, Himmelhahn, Hohlgacker, Hohlhäuschen, Kaiserapfel, Kardinal, Kontorapfel, Lorenziaapfel, Meißner Gerstenapfel, Pleissener Sommerrambur, Pleissner Rambur, Rasselapfel, Schwerer Gravensteiner, Semmelapfel, Straßburger, Strudelapfel, Tortenapfel) |                                                  |                                                  | vor 1762 Norddeutschland                                                                                                  | Beschreibung | h (Nr. 68, S. 77), j, m (Nr. 021, S. 1), m (Nr. 032, S. 1), o, p (S. 275), r (S. 49)        |
| Geflammter Roter Herbstkalvill | Siehe: Gestreifter Herbstkalvill                 | Siehe: Gestreifter Herbstkalvill                 | Siehe: Gestreifter Herbstkalvill                                                                                          | Siehe: Gestreifter Herbstkalvill | Siehe: Gestreifter Herbstkalvill                                                            |
| Geflammter Weißer Kardinal | Siehe: Geflammter Kardinal                       | Siehe: Geflammter Kardinal                       | Siehe: Geflammter Kardinal                                                                                                | Siehe: Geflammter Kardinal | Siehe: Geflammter Kardinal                                                                  |
| Gefleckter Goldapfel |                                                  |                                                  | | | h (Nr. 378, S. 426), r (S. 49)                                                              |
| Geheimrat Breuhahn (oder: Breuhahn) |                                                  | Halberstädter Jungfernapfel × ?                  | In Geisenheim | | f, j, o, p (S. 277), r (S. 49)                                                              |
| Geheimrat Doktor Oldenburg | Siehe: Geheimrat Dr. Oldenburg                   | Siehe: Geheimrat Dr. Oldenburg                   | Siehe: Geheimrat Dr. Oldenburg                                                                                            | Siehe: Geheimrat Dr. Oldenburg | Siehe: Geheimrat Dr. Oldenburg                                                              |
| Geheimrat Dr. Oldenburg (oder: Geheimrat Doktor Oldenburg, Geheimrat Oldenburg, Go, Oldenburg) |                                                  |                                                  | 1897 in Geisenheim | | c, f, j, o, p (S. 278), r (S. 49)                                                           |
| Geheimrat Oldenburg | Siehe: Geheimrat Dr. Oldenburg                   | Siehe: Geheimrat Dr. Oldenburg                   | Siehe: Geheimrat Dr. Oldenburg                                                                                            | Siehe: Geheimrat Dr. Oldenburg | Siehe: Geheimrat Dr. Oldenburg                                                              |
| Geheimrat Wesener |                                                  |                                                  | | | j, o                                                                                        |
| Gehrers Rambour (oder: Gehrers Rambur) |                                                  |                                                  | um 1885 Baden-Württemberg                                                                                                 | | j, o, r (S. 49)                                                                             |
| Gehrers Rambur | Siehe: Gehrers Rambour                           | Siehe: Gehrers Rambour                           | Siehe: Gehrers Rambour | Siehe: Gehrers Rambour | Siehe: Gehrers Rambour                                                                      |
| Gelbbrauner Süßapfel |                                                  |                                                  | | | p (S. 279)                                                                                  |
| Gelbe Kasseler Renette |                                                  |                                                  | | | o, r (S. 50)                                                                                |
| Gelbe Renette | Siehe: Graue Herbstrenette                       | Siehe: Graue Herbstrenette                       | Siehe: Graue Herbstrenette                                                                                                | Siehe: Graue Herbstrenette | Siehe: Graue Herbstrenette                                                                  |
| Gelbe Sächsische Renette (oder: Meißner Zitronenapfel, Sächsische Gelbe Renette, Zitronenapfel) |                                                  |                                                  | | | h (Nr. 682, S. 759), j, o, r (S. 50)                                                        |
| Gelbe Schafsnase (oder: Herbstglockenapfel) |                                                  |                                                  | | | o, r (S. 50)                                                                                |
| Gelbe Schleswiger Renette |                                                  |                                                  | um 1900 bei Lottorf, Schleswig-Holstein                                                                                   | | j, o                                                                                        |
| Gelbe Spanische Renette |                                                  |                                                  | | | h (Nr. 322, S. 360), p (S. 280f), r (S. 50)                                                 |
| Gelber Api |                                                  |                                                  | | | o                                                                                           |
| Gelber Bellefleur (oder: Belle Flavoise, Belle-Fleur Jaune, Bellflower, Blumenkalvill, Lineous Pippin, Metzgers Calvill, Schafsnase, Westfield Seek-No-Further, Yellow Bellflower) |                                                  |                                                  | Nach 1700 in Westfield, Massachusetts                                                                                     | Beschreibung | a, c, d, g (S. 277), h (Nr. 117, S. 131), j, o, r (S. 50)                                   |
| Gelber Boskoop |                                                  |                                                  | | |                                                                                             |
| Gelber Carthäuser | Siehe: Gelber Karthäuser                         | Siehe: Gelber Karthäuser                         | Siehe: Gelber Karthäuser                                                                                                  | Siehe: Gelber Karthäuser | Siehe: Gelber Karthäuser                                                                    |
| Gelber Edelapfel (oder: Gelber Scheibenapfel, Glasapfel, Glasreinette, Golden Noble, Scheibenapfel, Wachsapfel, Zitronenapfel) |                                                  | Zufallssämling                                   | Um 1800 in Durham, England                                                                                                | Beschreibung | a, c, f, g (S. 218), h (Nr. 83, S. 92 sowie Nr. 665, S. 741), j, o, p (S. 283ff), r (S. 51) |
| Gelber Grand Richard | Siehe: Gelber Richard                            | Siehe: Gelber Richard                            | Siehe: Gelber Richard | Siehe: Gelber Richard | Siehe: Gelber Richard                                                                       |
| Gelber Gulderling |                                                  |                                                  | | | h (Nr. 119, S. 133), p (S. 286ff), r (S. 51)                                                |
| Gelber Herbst-Calvill (oder: Gelber Herbstkalvill) |                                                  |                                                  | | | h (Nr. 18, S. 21), j, r (S. 51)                                                             |
| Gelber Herbst-Rambour (oder: Gelber Herbstrambur) |                                                  |                                                  | | | p (S. 289), r (S. 51)                                                                       |
| Gelber Herbst-Stettiner (oder: Gelber Herbststettiner) |                                                  |                                                  | | | h (Nr. 663, S. 739), r (S. 51)                                                              |
| Gelber Herbstkalvill | Siehe: Herbst-Calvill                            | Siehe: Herbst-Calvill                            | Siehe: Herbst-Calvill | Siehe: Herbst-Calvill | Siehe: Herbst-Calvill                                                                       |
| Gelber Herbstrambur | Siehe: Gelber Herbst-Rambour                     | Siehe: Gelber Herbst-Rambour                     | Siehe: Gelber Herbst-Rambour                                                                                              | Siehe: Gelber Herbst-Rambour | Siehe: Gelber Herbst-Rambour                                                                |
| Gelber Herbststettiner | Siehe: Gelber Herbst-Stettiner                   | Siehe: Gelber Herbst-Stettiner                   | Siehe: Gelber Herbst-Stettiner                                                                                            | Siehe: Gelber Herbst-Stettiner | Siehe: Gelber Herbst-Stettiner                                                              |
| Gelber Jacobsapfel |                                                  |                                                  | | | o                                                                                           |
| Gelber Junkerapfel |                                                  |                                                  | | | p (S. 290)                                                                                  |
| Gelber Karthäuser (oder: Gelber Carthäuser) |                                                  |                                                  | | | p (S. 282)                                                                                  |
| Gelber Käsapfel |                                                  |                                                  | | | p (S. 291), r (S. 51)                                                                       |
| Gelber Klosterapfel |                                                  |                                                  | | | p (S. 292), r (S. 51)                                                                       |
| Gelber Köstlicher | Siehe: Golden Delicious                          | Siehe: Golden Delicious                          | Siehe: Golden Delicious                                                                                                   | Siehe: Golden Delicious | Siehe: Golden Delicious                                                                     |
| Gelber Kugelapfel |                                                  |                                                  | | Benannt durch Richard Zorn. | p (S. 293)                                                                                  |
| Gelber Langstiel |                                                  |                                                  | | Benannt durch Richard Zorn. | p (S. 294f), r (S. 52)                                                                      |
| Gelber Lavendel-Pepping |                                                  |                                                  | | | h (Nr. 355, S. 402), r (S. 52)                                                              |
| Gelber Legerader |                                                  |                                                  | | |                                                                                             |
| Gelber Mecklenburger | Siehe: Jakob Lebel                               | Siehe: Jakob Lebel                               | Siehe: Jakob Lebel | Siehe: Jakob Lebel | Siehe: Jakob Lebel                                                                          |
| Gelber Münsterländer | Siehe: Gelber Münsterländer Borsdorfer           | Siehe: Gelber Münsterländer Borsdorfer           | Siehe: Gelber Münsterländer Borsdorfer                                                                                    | Siehe: Gelber Münsterländer Borsdorfer | Siehe: Gelber Münsterländer Borsdorfer                                                      |
| Gelber Münsterländer Borsdorfer (oder: Gelber Münsterländer) |                                                  |                                                  | | | f, j, o, r (S. 52)                                                                          |
| Gelber Negerling |                                                  |                                                  | | Benannt durch Richard Zorn. | p (S. 297), r (S. 52)                                                                       |
| Gelber Odenwälder |                                                  |                                                  | | | p (S. 298)                                                                                  |
| Gelber Osterapfel |                                                  |                                                  | | Benannt durch Richard Zorn. | j, o, p (S. 299), r (S. 52)                                                                 |
| Gelber Pallasapfel |                                                  |                                                  | | | p (S. 300), r (S. 52)                                                                       |
| Gelber Pepping |                                                  |                                                  | | |                                                                                             |
| Gelber Pepping Aus Ingestrie | Siehe: Gelber Pepping Von Ingestrie              | Siehe: Gelber Pepping Von Ingestrie              | Siehe: Gelber Pepping Von Ingestrie                                                                                       | Siehe: Gelber Pepping Von Ingestrie | Siehe: Gelber Pepping Von Ingestrie                                                         |
| Gelber Pepping Von Ingestrie (oder: Gelber Pepping Aus Ingestrie, Yellow Ingestrie) |                                                  |                                                  | | | e, f, h (Nr. 350, S. 397), r (S. 52)                                                        |
| Gelber Rambour | Siehe: Gelber Rambur                             | Siehe: Gelber Rambur                             | Siehe: Gelber Rambur | Siehe: Gelber Rambur | Siehe: Gelber Rambur                                                                        |
| Gelber Rambur (oder: Gelber Rambour) |                                                  |                                                  | | | o                                                                                           |
| Gelber Richard (oder: Eutiner Gelber Richard, Gelber Grand Richard, Grand Richard, Großer Körchower Richard, Hagenower Grand Richard, Körchower Grand Richard, Richard, Richard Jaune, Stintenburger, Winter-Richard) |                                                  |                                                  | In Deutschland | Selten | h (Nr. 217, S. 242), j, o, p (S. 301), r (S. 53)                                            |
| Gelber Scheibenapfel | Siehe: Gelber Edelapfel                          | Siehe: Gelber Edelapfel                          | Siehe: Gelber Edelapfel                                                                                                   | Siehe: Gelber Edelapfel | Siehe: Gelber Edelapfel                                                                     |
| Gelber Seckbacher |                                                  |                                                  | | Benannt durch Richard Zorn. | p (S. 302), r (S. 53)                                                                       |
| Gelber Sternförmiger Api | Siehe: Sternapi                                  | Siehe: Sternapi                                  | Siehe: Sternapi | Siehe: Sternapi | Siehe: Sternapi                                                                             |
| Gelber Stettiner | Siehe: Gelber Winter-Stettiner                   | Siehe: Gelber Winter-Stettiner                   | Siehe: Gelber Winter-Stettiner                                                                                            | Siehe: Gelber Winter-Stettiner | Siehe: Gelber Winter-Stettiner                                                              |
| Gelber Taubenapfel |                                                  |                                                  | | Benannt durch Richard Zorn. | p (S. 303), r (S. 53)                                                                       |
| Gelber Trierer Weinapfel |                                                  |                                                  | | | f                                                                                           |
| Gelber Wachsapfel |                                                  |                                                  | | Benannt durch Richard Zorn. | p (S. 304)                                                                                  |
| Gelber Wettich |                                                  |                                                  | | | p (S. 305), r (S. 53)                                                                       |
| Gelber Winter-Breitling |                                                  |                                                  | | Benannt durch Richard Zorn. | p (S. 306)                                                                                  |
| Gelber Winter-Calvill | Siehe: Gelber Winter-Kalvill                     | Siehe: Gelber Winter-Kalvill                     | Siehe: Gelber Winter-Kalvill                                                                                              | Siehe: Gelber Winter-Kalvill | Siehe: Gelber Winter-Kalvill                                                                |
| Gelber Winter-Kalvill (oder: Gelber Winter-Calvill, Gelber Wintercalvill, Gelber Winterkalvill) |                                                  |                                                  | | | p (S. 307), r (S. 53)                                                                       |
| Gelber Winter-Stettiner (oder: Gelber Stettiner, Gelber Winterstettiner, Wahrer Gelber Winterstettiner) |                                                  |                                                  | | | h (Nr. 656, S. 732), o, p (S. 308), r (S. 53)                                               |
| Gelber Wintercalvill | Siehe: Gelber Winter-Kalvill                     | Siehe: Gelber Winter-Kalvill                     | Siehe: Gelber Winter-Kalvill                                                                                              | Siehe: Gelber Winter-Kalvill | Siehe: Gelber Winter-Kalvill                                                                |
| Gelber Winterkalvill | Siehe: Gelber Winter-Kalvill                     | Siehe: Gelber Winter-Kalvill                     | Siehe: Gelber Winter-Kalvill                                                                                              | Siehe: Gelber Winter-Kalvill | Siehe: Gelber Winter-Kalvill                                                                |
| Gelber Winterstettiner | Siehe: Gelber Winter-Stettiner                   | Siehe: Gelber Winter-Stettiner                   | Siehe: Gelber Winter-Stettiner                                                                                            | Siehe: Gelber Winter-Stettiner | Siehe: Gelber Winter-Stettiner                                                              |
| Gelber Zimtapfel (oder: Gul Kanel) |                                                  |                                                  | in Russland | |                                                                                             |
| Gelbweiler | Siehe: Aargauer Herrenapfel                      | Siehe: Aargauer Herrenapfel                      | Siehe: Aargauer Herrenapfel                                                                                               | Siehe: Aargauer Herrenapfel | Siehe: Aargauer Herrenapfel                                                                 |
| Gem City |                                                  |                                                  | | |                                                                                             |
| Gendreville |                                                  |                                                  | | | o, r (S. 54)                                                                                |
| Gendreville De La Haute-Marne |                                                  |                                                  | | | o                                                                                           |
| Gene Pitney |                                                  |                                                  | | | f                                                                                           |
| General Grant |                                                  |                                                  | | |                                                                                             |
| General Henzen |                                                  |                                                  | | | h (Nr. 386, S. 434), r (S. 54)                                                              |
| General Von Hammerstein | Siehe: Minister Von Hammerstein                  | Siehe: Minister Von Hammerstein                  | Siehe: Minister Von Hammerstein                                                                                           | Siehe: Minister Von Hammerstein | Siehe: Minister Von Hammerstein                                                             |
| Genereuse De Vitry |                                                  |                                                  | | | o                                                                                           |
| Generos |                                                  |                                                  | | | j, o, r (S. 54)                                                                             |
| Genet Moyle |                                                  |                                                  | | | f                                                                                           |
| Geneva Ontario |                                                  |                                                  | | | f                                                                                           |
| Gennet Moyle (Of Taylor) |                                                  |                                                  | | | f                                                                                           |
| Genvina |                                                  |                                                  | | | e                                                                                           |
| George Carpenter |                                                  |                                                  | | | a, f, r (S. 54)                                                                             |
| George Cave |                                                  |                                                  | 1923 in Essex, UK | Beschreibung | a, c, e, f, j, r (S. 54)                                                                    |
| George Neal |                                                  |                                                  | 1904 in Kent, UK | | c, e, f                                                                                     |
| Gerburg |                                                  |                                                  | | | o                                                                                           |
| Gerippter Backapfel |                                                  |                                                  | | | p (S. 310)                                                                                  |
| Gerippter Herbst-Täubling |                                                  |                                                  | | | p (S. 311)                                                                                  |
| Gerippter Osterapfel |                                                  |                                                  | | Benannt durch Richard Zorn. | p (S. 312)                                                                                  |
| Gerippter Weinapfel |                                                  |                                                  | | Benannt durch Richard Zorn. | p (S. 313), r (S. 54)                                                                       |
| Gerlinde |                                                  | Elstar x TSR 15 T3                               | | | j, o, r (S. 54)                                                                             |
| Germaine |                                                  |                                                  | | |                                                                                             |
| Gernes Red Acre |                                                  |                                                  | | | a                                                                                           |
| Gerstenapfel | Siehe: Geflammter Kardinal                       | Siehe: Geflammter Kardinal                       | Siehe: Geflammter Kardinal                                                                                                | Siehe: Geflammter Kardinal | Siehe: Geflammter Kardinal                                                                  |
| Gesnot |                                                  |                                                  | | Herstellung von Cidre | [ 11 ]                                                                                      |
| Gestreifte Hannoveraner Winterrenette | Siehe: Gestreifte Hannoversche Winterrenette     | Siehe: Gestreifte Hannoversche Winterrenette     | Siehe: Gestreifte Hannoversche Winterrenette                                                                              | Siehe: Gestreifte Hannoversche Winterrenette | Siehe: Gestreifte Hannoversche Winterrenette                                                |
| Gestreifte Hannoversche Winterrenette (oder: Gestreifte Hannoveraner Winterrenette) |                                                  |                                                  | | | r (S. 54)                                                                                   |
| Gestreifte Kanadarenette |                                                  |                                                  | | |                                                                                             |
| Gestreifte Sommer-Parmäne (oder: Autumn Pearmain, Geflammter Butterapfel, Gestreifte Sommerparmäne) |                                                  |                                                  | | Beschreibung | f, g (S. 187), r (S. 54)                                                                    |
| Gestreifte Sommerparmäne | Siehe: Gestreifte Sommer-Parmäne                 | Siehe: Gestreifte Sommer-Parmäne                 | Siehe: Gestreifte Sommer-Parmäne                                                                                          | Siehe: Gestreifte Sommer-Parmäne | Siehe: Gestreifte Sommer-Parmäne                                                            |
| Gestreifte Winterparmäne | Siehe: Schmidberger Renette                      | Siehe: Schmidberger Renette                      | Siehe: Schmidberger Renette                                                                                               | Siehe: Schmidberger Renette | Siehe: Schmidberger Renette                                                                 |
| Gestreifte Winterrenette |                                                  |                                                  | | | j, o, r (S. 55)                                                                             |
| Gestreifter Anisapfel |                                                  |                                                  | | Benannt durch Richard Zorn. | p (S. 314)                                                                                  |
| Gestreifter Backapfel (oder: Seelbacher Backapfel) |                                                  |                                                  | | | j, o, p (S. 315), r (S. 55)                                                                 |
| Gestreifter Beaufin |                                                  |                                                  | | | h (Nr. 274, S. 306), p (S. 316f), r (S. 55)                                                 |
| Gestreifter Böhmischer Borsdorfer |                                                  |                                                  | | Beschreibung | h (Nr. 337, S. 380), r (S. 55)                                                              |
| Gestreifter Cousinot |                                                  |                                                  | | | h (Nr. 166, S. 187), o, r (S. 55)                                                           |
| Gestreifter Eckapfel | Siehe: Eisbrucker                                | Siehe: Eisbrucker                                | Siehe: Eisbrucker | Siehe: Eisbrucker | Siehe: Eisbrucker                                                                           |
| Gestreifter Fenchelapfel (oder: Fenouillet Rouge) |                                                  |                                                  | | | f, o, r (S. 55)                                                                             |
| Gestreifter Fürstenapfel |                                                  |                                                  | | | h (Nr. 124, S. 139), o, r (S. 55)                                                           |
| Gestreifter Glockenapfel |                                                  |                                                  | | | p (S. 318)                                                                                  |
| Gestreifter Hammelapfel (oder: Gestreifter Hammelsapfel) |                                                  |                                                  | | | p (S. 319), r (S. 56)                                                                       |
| Gestreifter Hammelsapfel | Siehe: Gestreifter Hammelapfel                   | Siehe: Gestreifter Hammelapfel                   | Siehe: Gestreifter Hammelapfel                                                                                            | Siehe: Gestreifter Hammelapfel | Siehe: Gestreifter Hammelapfel                                                              |
| Gestreifter Herbst-Süßapfel |                                                  |                                                  | | | l (S. 23)                                                                                   |
| Gestreifter Herbsterdbeerapfel | Siehe: Gestreifter Herbstkalvill                 | Siehe: Gestreifter Herbstkalvill                 | Siehe: Gestreifter Herbstkalvill                                                                                          | Siehe: Gestreifter Herbstkalvill | Siehe: Gestreifter Herbstkalvill                                                            |
| Gestreifter Herbstkalvill (oder: Calville D'Automne Rayée, Framboise Doberland, Früher Hainbutterapfel, Geflammter Roter Herbstkalvill, Gestreifter Herbsterdbeerapfel, Gestreifter Roter Herbstkalvill, Pomme Framboise, Roter Herbst-Aniscalvill) |                                                  |                                                  | | | h (Nr. 38, S. 42), j, o, r (S. 56)                                                          |
| Gestreifter Kantapfel |                                                  |                                                  | | | p (S. 320)                                                                                  |
| Gestreifter Köberling |                                                  |                                                  | | | p (S. 321)                                                                                  |
| Gestreifter Kronapfel |                                                  |                                                  | | | p (S. 322)                                                                                  |
| Gestreifter Matapfel |                                                  |                                                  | | | j, o, p (S. 323), r (S. 56)                                                                 |
| Gestreifter Musapfel |                                                  |                                                  | | | p (S. 324)                                                                                  |
| Gestreifter Muskatkalvill |                                                  |                                                  | | | o, r (S. 56)                                                                                |
| Gestreifter Paradiesapfel (oder: Großer Jungfernapfel) |                                                  |                                                  | | Benannt durch Richard Zorn. | p (S. 325)                                                                                  |
| Gestreifter Pfundapfel | Siehe: Geflammter Kardinal                       | Siehe: Geflammter Kardinal                       | Siehe: Geflammter Kardinal                                                                                                | Siehe: Geflammter Kardinal | Siehe: Geflammter Kardinal                                                                  |
| Gestreifter Rettigapfel |                                                  |                                                  | | | p (S. 326), r (S. 57)                                                                       |
| Gestreifter Römerapfel (oder: Roter Römerapfel) |                                                  |                                                  | | | h (Nr. 75, S. 84), p (S. 327f)                                                              |
| Gestreifter Römerapfel | Siehe: Rheinischer Krummstiel                    | Siehe: Rheinischer Krummstiel                    | Siehe: Rheinischer Krummstiel                                                                                             | Siehe: Rheinischer Krummstiel | Siehe: Rheinischer Krummstiel                                                               |
| Gestreifter Roter Herbstkalvill | Siehe: Gestreifter Herbstkalvill                 | Siehe: Gestreifter Herbstkalvill                 | Siehe: Gestreifter Herbstkalvill                                                                                          | Siehe: Gestreifter Herbstkalvill | Siehe: Gestreifter Herbstkalvill                                                            |
| Gestreifter Schinzenapfel |                                                  |                                                  | | | o                                                                                           |
| Gestreifter Sommer-Zimtapfel | Siehe: Sommer-Zimtapfel                          | Siehe: Sommer-Zimtapfel                          | Siehe: Sommer-Zimtapfel                                                                                                   | Siehe: Sommer-Zimtapfel | Siehe: Sommer-Zimtapfel                                                                     |
| Gestreifter Titowka |                                                  |                                                  | | | h (Nr. 170, S. 191), r (S. 57)                                                              |
| Gestreifter Traubenapfel |                                                  |                                                  | | | o                                                                                           |
| Gestreifter Winter-Calvill | Siehe: Gestreifter Winterkalvill                 | Siehe: Gestreifter Winterkalvill                 | Siehe: Gestreifter Winterkalvill                                                                                          | Siehe: Gestreifter Winterkalvill | Siehe: Gestreifter Winterkalvill                                                            |
| Gestreifter Winter-Kalvill | Siehe: Gestreifter Winterkalvill                 | Siehe: Gestreifter Winterkalvill                 | Siehe: Gestreifter Winterkalvill                                                                                          | Siehe: Gestreifter Winterkalvill | Siehe: Gestreifter Winterkalvill                                                            |
| Gestreifter Winterkalvill (oder: Gestreifter Winter-Calvill, Gestreifter Winter-Kalvill) |                                                  |                                                  | | | h (Nr. 26, S. 30), o, p (S. 329), p (S. 329), r (S. 58)                                     |
| Gestreifter Winter-Paradiesapfel |                                                  |                                                  | | | h (Nr. 156, S. 177), o, r (S. 58)                                                           |
| Gestreifter Würzapfel | Siehe: Kasseler Renette                          | Siehe: Kasseler Renette                          | Siehe: Kasseler Renette                                                                                                   | Siehe: Kasseler Renette | Siehe: Kasseler Renette                                                                     |
| Gestrickte Reinette |                                                  |                                                  | | | o                                                                                           |
| Getüpfelte Renette | Siehe: Karmeliterrenette                         | Siehe: Karmeliterrenette                         | Siehe: Karmeliterrenette                                                                                                  | Siehe: Karmeliterrenette | Siehe: Karmeliterrenette                                                                    |
| Gewürz-Calvill |                                                  |                                                  | | | h (Nr. 34, S. 38)                                                                           |
| Gewürzapfel Aus Missouri | Siehe: Gewürzapfel Von Missouri                  | Siehe: Gewürzapfel Von Missouri                  | Siehe: Gewürzapfel Von Missouri                                                                                           | Siehe: Gewürzapfel Von Missouri | Siehe: Gewürzapfel Von Missouri                                                             |
| Gewürzapfel Von Missouri (oder: Gewürzapfel Aus Missouri) |                                                  |                                                  | | | h (Nr. 295, S. 332), r (S. 58)                                                              |
| Gewürzluiken (oder: Gewürzluikenapfel) |                                                  | Zufallssämling                                   | 1885 in Nordwürttemberg                                                                                                   | | f, j, o, r (S. 58)                                                                          |
| Gewürzluikenapfel | Siehe: Gewürzluiken                              | Siehe: Gewürzluiken                              | Siehe: Gewürzluiken | Siehe: Gewürzluiken | Siehe: Gewürzluiken                                                                         |
| Gezuckerte Bisam-Reinette | Siehe: Muskatrenette                             | Siehe: Muskatrenette                             | Siehe: Muskatrenette | Siehe: Muskatrenette | Siehe: Muskatrenette                                                                        |
| Giambun |                                                  |                                                  | | | f                                                                                           |
| Gian Andre |                                                  |                                                  | | | f                                                                                           |
| Giant Geniton |                                                  |                                                  | | | f                                                                                           |
| Gibbon's Russet (oder: Wisley 282) |                                                  |                                                  | | | f                                                                                           |
| Gibbs |                                                  |                                                  | | |                                                                                             |
| Gibb's Golden Gage | Siehe: Kerry Pepping                             | Siehe: Kerry Pepping                             | Siehe: Kerry Pepping | Siehe: Kerry Pepping | Siehe: Kerry Pepping                                                                        |
| Gideon |                                                  |                                                  | | |                                                                                             |
| Gideon Sweet |                                                  |                                                  | | |                                                                                             |
| Giesshöfler |                                                  |                                                  | | | o                                                                                           |
| Gilbert Gold |                                                  |                                                  | | | a                                                                                           |
| Gilliflower |                                                  |                                                  | | | e, r (S. 58)                                                                                |
| Gilliflower Of Gloucester |                                                  |                                                  | | | f                                                                                           |
| Gill's Beauty |                                                  |                                                  | | |                                                                                             |
| Gilpin |                                                  |                                                  | | |                                                                                             |
| Gingener Luiken |                                                  |                                                  | | | o                                                                                           |
| Ginger Gold |                                                  |                                                  | 1960er in Virginia, USA                                                                                                   | | a, c, d, e, o                                                                               |
| Ginover |                                                  |                                                  | | | o                                                                                           |
| Gippsland Gold |                                                  |                                                  | | |                                                                                             |
| Gipsy King |                                                  |                                                  | | | f                                                                                           |
| Givens |                                                  |                                                  | | |                                                                                             |
| Glace Rouge | Siehe: Karmeliterrenette                         | Siehe: Karmeliterrenette                         | Siehe: Karmeliterrenette                                                                                                  | Siehe: Karmeliterrenette | Siehe: Karmeliterrenette                                                                    |
| Gladstone |                                                  |                                                  | | | a, e, f, r (S. 58)                                                                          |
| Glanz-Renette (oder: Glanzreinette, Hochzeitsapfel, Mensfelder Glanzrenette, Oberrieder Glanzrenette) |                                                  |                                                  | | | h (Nr. 334, S. 376), j, o, p (S. 473), r (S. 58)                                            |
| Glanzreinette | Siehe: Glanz-Renette                             | Siehe: Glanz-Renette                             | Siehe: Glanz-Renette | Siehe: Glanz-Renette | Siehe: Glanz-Renette                                                                        |
| Glasapfel | Siehe: Apfel Von Croncels, Champagnerrenette     | Siehe: Apfel Von Croncels, Champagnerrenette     | Siehe: Apfel Von Croncels, Champagnerrenette                                                                              | Siehe: Apfel Von Croncels, Champagnerrenette | Siehe: Apfel Von Croncels, Champagnerrenette                                                |
| Glasbury |                                                  |                                                  | | | f                                                                                           |
| Glasfleiner | Siehe: Kleiner Fleiner                           | Siehe: Kleiner Fleiner                           | Siehe: Kleiner Fleiner | Siehe: Kleiner Fleiner | Siehe: Kleiner Fleiner                                                                      |
| Glasreinette | Siehe: Champagner-Renette, Gelber Edelapfel      | Siehe: Champagner-Renette, Gelber Edelapfel      | Siehe: Champagner-Renette, Gelber Edelapfel                                                                               | Siehe: Champagner-Renette, Gelber Edelapfel | Siehe: Champagner-Renette, Gelber Edelapfel                                                 |
| Glass Apple |                                                  |                                                  | | | a, f                                                                                        |
| Glattapfel | Siehe: Champagnerrenette                         | Siehe: Champagnerrenette                         | Siehe: Champagnerrenette                                                                                                  | Siehe: Champagnerrenette | Siehe: Champagnerrenette                                                                    |
| Glebe Gold |                                                  |                                                  | | | f                                                                                           |
| Glengyle Red |                                                  |                                                  | | | f                                                                                           |
| Glenton |                                                  |                                                  | | | f                                                                                           |
| Glockenapfel (oder: Altländer Glockenapfel, Echter Glocken, Echter Weißer Glockenapfel, Pomme Cloche, Schweizer Glockenapfel, Weißer Winterglockenapfel, Winterglockenapfel) |                                                  | Zufallssämling                                   | 17. Jahrhundert in der Schweiz                                                                                            | Beschreibung | a, c, e, f, j, o                                                                            |
| Glöckleapfel | Siehe: Bohnapfel                                 | Siehe: Bohnapfel                                 | Siehe: Bohnapfel | Siehe: Bohnapfel | Siehe: Bohnapfel                                                                            |
| Gloege |                                                  |                                                  | | |                                                                                             |
| Glogerovka (oder: Glogierowka, Litauer Pepping, Rigaer Taubenapfel, Wo 01) |                                                  |                                                  | | | f, j, o, r (S. 58)                                                                          |
| Glogierowka | Siehe: Glogerovka                                | Siehe: Glogerovka                                | Siehe: Glogerovka | Siehe: Glogerovka | Siehe: Glogerovka                                                                           |
| Gloire De Flandre | Siehe: Brabanter Bellefleur                      | Siehe: Brabanter Bellefleur                      | Siehe: Brabanter Bellefleur                                                                                               | Siehe: Brabanter Bellefleur | Siehe: Brabanter Bellefleur                                                                 |
| Gloire Du Rhin |                                                  |                                                  | | | o                                                                                           |
| Gloria |                                                  |                                                  | | | j, r (S. 59)                                                                                |
| Gloria Mundi (oder: Herrenapfel, Josephinenapfel, Monstrous Pippin, Ox Apple, Pfundapfel, Stiefmütterchen) |                                                  |                                                  | vor 1846 | Beschreibung | e, f, h (Nr. 257, S. 288), j, o, p (S. 330), r (S. 59)                                      |
| Glorie Van Holland |                                                  |                                                  | | | f                                                                                           |
| Glorie Von Holland |                                                  |                                                  | | |                                                                                             |
| Glory Of England | Siehe: Gascoynes Scharlachroter                  | Siehe: Gascoynes Scharlachroter                  | Siehe: Gascoynes Scharlachroter                                                                                           | Siehe: Gascoynes Scharlachroter | Siehe: Gascoynes Scharlachroter                                                             |
| Glory Of Flanders | Siehe: Brabanter Bellefleur                      | Siehe: Brabanter Bellefleur                      | Siehe: Brabanter Bellefleur                                                                                               | Siehe: Brabanter Bellefleur | Siehe: Brabanter Bellefleur                                                                 |
| Glory Of The West | Siehe: Englischer Prahl-Rambour                  | Siehe: Englischer Prahl-Rambour                  | Siehe: Englischer Prahl-Rambour                                                                                           | Siehe: Englischer Prahl-Rambour | Siehe: Englischer Prahl-Rambour                                                             |
| Glory Of York | Siehe: Ribston Pepping                           | Siehe: Ribston Pepping                           | Siehe: Ribston Pepping | Siehe: Ribston Pepping | Siehe: Ribston Pepping                                                                      |
| Gloster (oder: Gloster 69) |                                                  | Glockenapfel × Richared                          | 1951 in Jork, Altes Land, Deutschland                                                                                     | Säuerlich | a, c, f, g (S. 217), j, o, r (S. 59)                                                        |
| Gloster 69 | Siehe: Gloster                                   | Siehe: Gloster                                   | Siehe: Gloster | Siehe: Gloster | Siehe: Gloster                                                                              |
| Gloucester Cheese |                                                  |                                                  | | |                                                                                             |
| Gloucester Cross |                                                  | Cox Orange × Unbekannt                           | 1913 in Bristol | | f, g (S. 217)                                                                               |
| Gloucester Royal |                                                  |                                                  | 1930 in Dursley | | f, g (S. 217)                                                                               |
| Glowing Coal |                                                  |                                                  | | |                                                                                             |
| Gniedelsteiner |                                                  |                                                  | | | j                                                                                           |
| Go | Siehe: Geheimrat Dr. Oldenburg                   | Siehe: Geheimrat Dr. Oldenburg                   | Siehe: Geheimrat Dr. Oldenburg                                                                                            | Siehe: Geheimrat Dr. Oldenburg | Siehe: Geheimrat Dr. Oldenburg                                                              |
| Goal |                                                  |                                                  | | |                                                                                             |
| Gochsheimer Stammapfel |                                                  |                                                  | | | o                                                                                           |
| Gödchesapfel |                                                  |                                                  | | | o                                                                                           |
| Göggeliapfel |                                                  |                                                  | | | o                                                                                           |
| Göhrings Renette |                                                  |                                                  | | | h (Nr. 311, S. 348), j, r (S. 59)                                                           |
| Golco |                                                  |                                                  | | | f                                                                                           |
| Gold Bohemia |                                                  |                                                  | | |                                                                                             |
| Gold Chief |                                                  |                                                  | | | e                                                                                           |
| Gold-Gulderling |                                                  |                                                  | | | h (Nr. 118, S. 132)                                                                         |
| Gold Medal |                                                  |                                                  | | | f                                                                                           |
| Gold-Renette Von Peasgood | Siehe: Peasgoods Sondergleichen                  | Siehe: Peasgoods Sondergleichen                  | Siehe: Peasgoods Sondergleichen                                                                                           | Siehe: Peasgoods Sondergleichen | Siehe: Peasgoods Sondergleichen                                                             |
| Gold Ridge |                                                  |                                                  | | |                                                                                             |
| Gold Rush | Siehe: Goldrush                                  | Siehe: Goldrush                                  | Siehe: Goldrush | Siehe: Goldrush | Siehe: Goldrush                                                                             |
| Gold Spur |                                                  |                                                  | | | e                                                                                           |
| Gold Star | Siehe: Goldstar                                  | Siehe: Goldstar                                  | Siehe: Goldstar | Siehe: Goldstar | Siehe: Goldstar                                                                             |
| Goldapfel | Siehe: Ananasrenette                             | Siehe: Ananasrenette                             | Siehe: Ananasrenette | Siehe: Ananasrenette | Siehe: Ananasrenette                                                                        |
| Goldapfel Aus Tournay (oder: Dorée De Tournai) |                                                  |                                                  | | | f                                                                                           |
| Goldapfel Von Kew |                                                  |                                                  | | | h (Nr. 409, S. 457), o, p (S. 331), r (S. 59)                                               |
| Goldartiger Fenchelapfel |                                                  |                                                  | | | o, r (S. 59)                                                                                |
| Goldblush Spur |                                                  |                                                  | | | e                                                                                           |
| Goldelse |                                                  |                                                  | | | p (S. 332)                                                                                  |
| Golden Auvil Spur | Siehe: Golden Auvilspur                          | Siehe: Golden Auvilspur                          | Siehe: Golden Auvilspur                                                                                                   | Siehe: Golden Auvilspur | Siehe: Golden Auvilspur                                                                     |
| Golden Auvilspur (oder: Auvil Super Golden, Golden Auvil Spur) |                                                  |                                                  | | | e, f, r (S. 59)                                                                             |
| Golden Bittersweet |                                                  |                                                  | | | f                                                                                           |
| Golden Bounty |                                                  | Cox Orange × Unbekannt                           | | | f                                                                                           |
| Golden Delicious (oder: Courtagold, Gd, Gelber Köstlicher) |                                                  | Zufallssämling                                   | Um 1890 in Clay County, West Virginia, USA                                                                                | Sehr süß | a, c, d, f, g (S. 218), j, o, r (S. 59)                                                     |
| Golden Delicious Belgolden |                                                  |                                                  | | | j                                                                                           |
| Golden Delicious Elliot |                                                  |                                                  | | | e                                                                                           |
| Golden Delicious Empress Spur |                                                  |                                                  | | | e                                                                                           |
| Golden Delicious Frazer |                                                  |                                                  | | | e                                                                                           |
| Golden Delicious Gibson Strain |                                                  |                                                  | | | e                                                                                           |
| Golden Delicious Gilbert |                                                  |                                                  | | | e                                                                                           |
| Golden Delicious Goldspur |                                                  |                                                  | | | e                                                                                           |
| Golden Delicious Horst No. 2 |                                                  |                                                  | | |                                                                                             |
| Golden Delicious Klon B |                                                  |                                                  | | | j, r (S. 59)                                                                                |
| Golden Delicious Morrison |                                                  |                                                  | | | e                                                                                           |
| Golden Delicious Russet |                                                  |                                                  | | | f                                                                                           |
| Golden Delicious Schell |                                                  |                                                  | | | e                                                                                           |
| Golden Delicious Spur |                                                  |                                                  | | | e                                                                                           |
| Golden Delicious Starkspur |                                                  |                                                  | | | e                                                                                           |
| Golden Delicious Sundale |                                                  |                                                  | | | e                                                                                           |
| Golden Delicious Templin |                                                  |                                                  | | | e                                                                                           |
| Golden Delicious Thompson |                                                  |                                                  | | | e                                                                                           |
| Golden Earl |                                                  |                                                  | | | a                                                                                           |
| Golden Gate |                                                  |                                                  | | | o                                                                                           |
| Golden Gem |                                                  |                                                  | | Beschreibung | e                                                                                           |
| Golden Glory |                                                  |                                                  | | | e                                                                                           |
| Golden Haralson |                                                  |                                                  | | | a                                                                                           |
| Golden Harvey |                                                  |                                                  | | | a, f                                                                                        |
| Golden Hornet |                                                  |                                                  | | Beschreibung | e                                                                                           |
| Golden Knob |                                                  |                                                  | | | f, r (S. 60)                                                                                |
| Golden Medal |                                                  |                                                  | | |                                                                                             |
| Golden Melon |                                                  |                                                  | | | f                                                                                           |
| Golden Morspur |                                                  |                                                  | | | e, f                                                                                        |
| Golden Noble | Siehe: Gelber Edelapfel                          | Siehe: Gelber Edelapfel                          | Siehe: Gelber Edelapfel                                                                                                   | Siehe: Gelber Edelapfel | Siehe: Gelber Edelapfel                                                                     |
| Golden Nugget |                                                  | Cox Orange × Unbekannt                           | | | a, e, f                                                                                     |
| Golden Orange |                                                  |                                                  | 1996 (Markteinführung) in Italien                                                                                         | | c, o, r (S. 60)                                                                             |
| Golden Pearmain |                                                  |                                                  | | | a                                                                                           |
| Golden Pippin | Siehe: Goldener Pepping                          | Siehe: Goldener Pepping                          | Siehe: Goldener Pepping                                                                                                   | Siehe: Goldener Pepping | Siehe: Goldener Pepping                                                                     |
| Golden Pippin Of Norfolk |                                                  |                                                  | | | o                                                                                           |
| Golden Precoce |                                                  |                                                  | | | e                                                                                           |
| Golden Reinette | Siehe: Duhamels Goldrenette, Goldrenette         | Siehe: Duhamels Goldrenette, Goldrenette         | Siehe: Duhamels Goldrenette, Goldrenette                                                                                  | Siehe: Duhamels Goldrenette, Goldrenette | Siehe: Duhamels Goldrenette, Goldrenette                                                    |
| Golden Resistant |                                                  |                                                  | | | j                                                                                           |
| Golden Royal |                                                  |                                                  | | | f                                                                                           |
| Golden Russet |                                                  |                                                  | 1845 (dokumentiert) in New York                                                                                           | | a, c, d, o, r (S. 60)                                                                       |
| Golden Russet Of Western New York |                                                  |                                                  | | | f                                                                                           |
| Golden Spire (oder: Golden Spires) |                                                  |                                                  | 1850 in Lancashire, UK | | a, c, e, f, o, r (S. 60)                                                                    |
| Golden Spires | Siehe: Golden Spire                              | Siehe: Golden Spire                              | Siehe: Golden Spire | Siehe: Golden Spire | Siehe: Golden Spire                                                                         |
| Golden Supreme |                                                  |                                                  | 1960 in Idaho, USA | | a, c, e                                                                                     |
| Golden Sweet |                                                  |                                                  | | | a                                                                                           |
| Golden Winesap |                                                  |                                                  | | |                                                                                             |
| Golden Winter Pearmain | Siehe: Goldparmäne                               | Siehe: Goldparmäne                               | Siehe: Goldparmäne | Siehe: Goldparmäne | Siehe: Goldparmäne                                                                          |
| Goldener Pepping (oder: Golden Pippin) |                                                  |                                                  | | | a, f, r (S. 60)                                                                             |
| Goldener Spirl |                                                  |                                                  | | | h (Nr. 65, S. 73), r (S. 60)                                                                |
| Goldensheen |                                                  |                                                  | | | f                                                                                           |
| Goldgelbe Renette | Siehe: Seestermüher Zitronenapfel                | Siehe: Seestermüher Zitronenapfel                | Siehe: Seestermüher Zitronenapfel                                                                                         | Siehe: Seestermüher Zitronenapfel | Siehe: Seestermüher Zitronenapfel                                                           |
| Goldgelbe Sommer-Renette (oder: Goldgelbe Sommerrenette) |                                                  |                                                  | | | h (Nr. 404, S. 452), j, p (S. 333), r (S. 60)                                               |
| Goldgelbe Sommerrenette | Siehe: Goldgelbe Sommer-Renette                  | Siehe: Goldgelbe Sommer-Renette                  | Siehe: Goldgelbe Sommer-Renette                                                                                           | Siehe: Goldgelbe Sommer-Renette | Siehe: Goldgelbe Sommer-Renette                                                             |
| Goldgestickter Apfel | Siehe: Goldzeugapfel                             | Siehe: Goldzeugapfel                             | Siehe: Goldzeugapfel | Siehe: Goldzeugapfel | Siehe: Goldzeugapfel                                                                        |
| Goldgranatler | Siehe: Champagnerrenette                         | Siehe: Champagnerrenette                         | Siehe: Champagnerrenette                                                                                                  | Siehe: Champagnerrenette | Siehe: Champagnerrenette                                                                    |
| Goldgulderling |                                                  |                                                  | | | o, p (S. 334ff), r (S. 61)                                                                  |
| Goldjon |                                                  |                                                  | | | f, j, r (S. 61)                                                                             |
| Goldjuwel |                                                  |                                                  | | | j, o, r (S. 61)                                                                             |
| Goldmohr |                                                  |                                                  | | | h (Nr. 555, S. 616), o, r (S. 61)                                                           |
| Goldparmäne (oder: Englische Wintergoldparmäne, Golden Winter Pearmain, Goldreineder, King Of Pippins, King Of The Pippins, King Of Tompkins County, Reine Des Reinettes, Winter-Gold-Parmäne, Wintergoldparmäne) |                                                  |                                                  | 1510 in der Normandie | Beschreibung | a, c, d, e, f, g (S. 232), h (Nr. 522, S. 579), j, o, r (S. 61)                             |
| Goldparmäne (Burg) |                                                  |                                                  | | |                                                                                             |
| Goldparmäne (MB) |                                                  |                                                  | | |                                                                                             |
| Goldparmäne Rogo | Siehe: Rote Goldparmäne                          | Siehe: Rote Goldparmäne                          | Siehe: Rote Goldparmäne                                                                                                   | Siehe: Rote Goldparmäne | Siehe: Rote Goldparmäne                                                                     |
| Goldpepping |                                                  |                                                  | | | j, o, r (S. 61)                                                                             |
| Goldprinz |                                                  |                                                  | | | j, r (S. 61)                                                                                |
| Goldrabau | Siehe: Ribston Pepping                           | Siehe: Ribston Pepping                           | Siehe: Ribston Pepping | Siehe: Ribston Pepping | Siehe: Ribston Pepping                                                                      |
| Goldrausch | Siehe: Goldrush                                  | Siehe: Goldrush                                  | Siehe: Goldrush | Siehe: Goldrush | Siehe: Goldrush                                                                             |
| Goldreineder | Siehe: Goldparmäne                               | Siehe: Goldparmäne                               | Siehe: Goldparmäne | Siehe: Goldparmäne | Siehe: Goldparmäne                                                                          |
| Goldreinette Von Cazis | Siehe: Goldrenette Von Cazis                     | Siehe: Goldrenette Von Cazis                     | Siehe: Goldrenette Von Cazis                                                                                              | Siehe: Goldrenette Von Cazis | Siehe: Goldrenette Von Cazis                                                                |
| Goldrenette (oder: Crackling Pippin, Golden Reinette) |                                                  |                                                  | | | r (S. 60)                                                                                   |
| Goldrenette Aus Blenheim | Siehe: Blenheim                                  | Siehe: Blenheim                                  | Siehe: Blenheim | Siehe: Blenheim | Siehe: Blenheim                                                                             |
| Goldrenette Freiherr Von Berlepsch | Siehe: Berlepsch                                 | Siehe: Berlepsch                                 | Siehe: Berlepsch | Siehe: Berlepsch | Siehe: Berlepsch                                                                            |
| Goldrenette Römischer Kikker (oder: Kikker, Romerscher Kikker, Römischer Kikker) |                                                  |                                                  | | | h (Nr. 512, S. 569), j, o                                                                   |
| Goldrenette Vom Kyffhäuserland |                                                  |                                                  | | | s                                                                                           |
| Goldrenette Von Blenheim | Siehe: Blenheim                                  | Siehe: Blenheim                                  | Siehe: Blenheim | Siehe: Blenheim | Siehe: Blenheim                                                                             |
| Goldrenette Von Cazis (oder: Goldreinette Von Cazis) |                                                  |                                                  | | | e                                                                                           |
| Goldrenette Von Jersey |                                                  |                                                  | | |                                                                                             |
| Goldrenette Von Peasgood | Siehe: Peasgoods Sondergleichen                  | Siehe: Peasgoods Sondergleichen                  | Siehe: Peasgoods Sondergleichen                                                                                           | Siehe: Peasgoods Sondergleichen | Siehe: Peasgoods Sondergleichen                                                             |
| Goldrich |                                                  |                                                  | | |                                                                                             |
| Goldrush (oder: Coop 38, Gold Rush, Goldrausch) |                                                  | Golden Delicious × Coop 17                       | | | a, e, j, o                                                                                  |
| Goldspur |                                                  |                                                  | | | c, e, f, r (S. 62)                                                                          |
| Goldstar (oder: Gold Star) |                                                  |                                                  | | | j, o                                                                                        |
| Goldströmling | Siehe: Kasseler Renette                          | Siehe: Kasseler Renette                          | Siehe: Kasseler Renette                                                                                                   | Siehe: Kasseler Renette | Siehe: Kasseler Renette                                                                     |
| Goldstückapfel | Siehe: Goldzeugapfel                             | Siehe: Goldzeugapfel                             | Siehe: Goldzeugapfel | Siehe: Goldzeugapfel | Siehe: Goldzeugapfel                                                                        |
| Goldzeugapfel (oder: Bay D'Or, Drap D'Or, Drap D'Or De Bretagne, Goldgestickter Apfel, Goldstückapfel, Milchapfel, Oberdiecks Große Gelbe Zuckerrenette, Pomme D'Or, Vrai Drap D´Or) |                                                  |                                                  | | | f, h (Nr. 301, S. 338), j, o, p (S. 339), r (S. 62)                                         |
| Gomba Karoly Dr. |                                                  |                                                  | | | f                                                                                           |
| Goodland |                                                  |                                                  | | | a                                                                                           |
| Goof |                                                  |                                                  | | | a, e                                                                                        |
| Gooseberry |                                                  |                                                  | | | f                                                                                           |
| Gordon |                                                  |                                                  | 1977 in Whittier, California, USA                                                                                         | | c                                                                                           |
| Gorgeous |                                                  |                                                  | | Beschreibung |                                                                                             |
| Görges' Apfel |                                                  |                                                  | | | h (Nr. 4, S. 7)                                                                             |
| Görlitzer Nelkenapfel |                                                  |                                                  | | | h (Nr. 678, S. 755), r (S. 62)                                                              |
| Goro |                                                  |                                                  | | | f, o, r (S. 62)                                                                             |
| Götterapfel (oder: Domeniska, Dominisca, Dominiska) |                                                  |                                                  | | | h (Nr. 269, S. 301), o, r (S. 62)                                                           |
| Göttighofer |                                                  |                                                  | | | o                                                                                           |
| Göttinger Graue Renette |                                                  |                                                  | | | h (Nr. 319, S. 357), r (S. 62)                                                              |
| Graasten |                                                  | Mutation von Gravensteiner                       | | |                                                                                             |
| Gracilis |                                                  |                                                  | | | e                                                                                           |
| Gradirose |                                                  |                                                  | 2004 in Languedoc-Roussillon, Frankreich                                                                                  | | c                                                                                           |
| Gräfin Goldach (oder: Bay 4069) |                                                  | Rubinette × Pomona                               | Züchter: Michael Neumüller, Bayerisches Obstzentrum Hallbergmoos. Sortenschutzanmeldung unter der Bezeichnung ‘Bay 4069’. | Wird von ‘Mal d1’-Apfelallergikern sehr gut vertragen. |                                                                                             |
| Graf Aus Breitenbach |                                                  |                                                  | | |                                                                                             |
| Graf Choteks Renette |                                                  |                                                  | | | o                                                                                           |
| Graf Ezzo |                                                  |                                                  | | | j                                                                                           |
| Graf Gich |                                                  |                                                  | | | h (Nr. 203, S. 225), r (S. 62)                                                              |
| Graf Hallers Winter-Täubling |                                                  |                                                  | | | h (Nr. 227, S. 252), r (S. 62)                                                              |
| Graf Luxburg Parmäne (oder: Graf Luxemburgs Parmäne) |                                                  |                                                  | | | p (S. 340), r (S. 63)                                                                       |
| Graf Luxemburgs Parmäne | Siehe: Graf Luxburgs Parmäne                     | Siehe: Graf Luxburgs Parmäne                     | Siehe: Graf Luxburgs Parmäne                                                                                              | Siehe: Graf Luxburgs Parmäne | Siehe: Graf Luxburgs Parmäne                                                                |
| Graf Nostitz |                                                  |                                                  | | | h (Nr. 339, S. 383), j, r (S. 63)                                                           |
| Graf Von Breitenbach |                                                  |                                                  | | | o                                                                                           |
| Gragg (oder: Red Gragg, Winter Queen) |                                                  |                                                  | 1860 in North Carolina, USA                                                                                               | | c                                                                                           |
| Grågylling |                                                  |                                                  | | |                                                                                             |
| Graham | Siehe: Grahams Jubiläumsapfel                    | Siehe: Grahams Jubiläumsapfel                    | Siehe: Grahams Jubiläumsapfel                                                                                             | Siehe: Grahams Jubiläumsapfel | Siehe: Grahams Jubiläumsapfel                                                               |
| Grahams Jubiläumsapfel (oder: Graham, Graham's Royal Jubilee, Jubilee, Royal Jubilee) |                                                  |                                                  | 1888 (dokumentiert) in Hounslow, Middlesex, England von John Graham. Markteinführung 1893.                                | | a, f, g (S. 263), j, o, p (S. 341f), r (S. 63)                                              |
| Graham's Royal Jubilee | Siehe: Grahams Jubiläumsapfel                    | Siehe: Grahams Jubiläumsapfel                    | Siehe: Grahams Jubiläumsapfel                                                                                             | Siehe: Grahams Jubiläumsapfel | Siehe: Grahams Jubiläumsapfel                                                               |
| Grain D'Or | Siehe: Chailleux                                 | Siehe: Chailleux                                 | Siehe: Chailleux | Siehe: Chailleux | Siehe: Chailleux                                                                            |
| Granaat | Siehe: Roter Herbstkalvill                       | Siehe: Roter Herbstkalvill                       | Siehe: Roter Herbstkalvill                                                                                                | Siehe: Roter Herbstkalvill | Siehe: Roter Herbstkalvill                                                                  |
| Granaatappel | Siehe: Roter Herbstkalvill                       | Siehe: Roter Herbstkalvill                       | Siehe: Roter Herbstkalvill                                                                                                | Siehe: Roter Herbstkalvill | Siehe: Roter Herbstkalvill                                                                  |
| Granatapfel | Siehe: Roter Herbstkalvill                       | Siehe: Roter Herbstkalvill                       | Siehe: Roter Herbstkalvill                                                                                                | Siehe: Roter Herbstkalvill | Siehe: Roter Herbstkalvill                                                                  |
| Granatäpple | Siehe: Roter Herbstkalvill                       | Siehe: Roter Herbstkalvill                       | Siehe: Roter Herbstkalvill                                                                                                | Siehe: Roter Herbstkalvill | Siehe: Roter Herbstkalvill                                                                  |
| Granatka | Siehe: Roter Herbstkalvill                       | Siehe: Roter Herbstkalvill                       | Siehe: Roter Herbstkalvill                                                                                                | Siehe: Roter Herbstkalvill | Siehe: Roter Herbstkalvill                                                                  |
| Granatrenette | Siehe: Ribston Pepping                           | Siehe: Ribston Pepping                           | Siehe: Ribston Pepping | Siehe: Ribston Pepping | Siehe: Ribston Pepping                                                                      |
| Grand Alexandre | Siehe: Kaiser Alexander                          | Siehe: Kaiser Alexander                          | Siehe: Kaiser Alexander                                                                                                   | Siehe: Kaiser Alexander | Siehe: Kaiser Alexander                                                                     |
| Grand Faros | Siehe: Faros                                     | Siehe: Faros                                     | Siehe: Faros | Siehe: Faros | Siehe: Faros                                                                                |
| Grand-Mère |                                                  |                                                  | | | f, o                                                                                        |
| Grand Richard | Siehe: Gelber Richard                            | Siehe: Gelber Richard                            | Siehe: Gelber Richard | Siehe: Gelber Richard | Siehe: Gelber Richard                                                                       |
| Grand Sultan | Siehe: Virginischer Rosenapfel, Weißer Klarapfel | Siehe: Virginischer Rosenapfel, Weißer Klarapfel | Siehe: Virginischer Rosenapfel, Weißer Klarapfel                                                                          | Siehe: Virginischer Rosenapfel, Weißer Klarapfel | Siehe: Virginischer Rosenapfel, Weißer Klarapfel                                            |
| Grange's Pearmain | Siehe: Grange                                    | Siehe: Grange                                    | Siehe: Grange | Siehe: Grange | Siehe: Grange                                                                               |
| Grange's Pearmain (oder: Grange) |                                                  |                                                  | | | f, r (S. 63)                                                                                |
| Granny Giffard |                                                  |                                                  | | | f                                                                                           |
| Granny Smith |                                                  | Zufallssämling                                   | 1868 in Australien | Sehr sauer | a, c, d, f, j, o, r (S. 63)                                                                 |
| Granny Smith, Compspur |                                                  |                                                  | | | e                                                                                           |
| Granny Smith, Spur |                                                  |                                                  | | | e                                                                                           |
| Granny Smith, Starkspur |                                                  |                                                  | | | e                                                                                           |
| Grantham | Siehe: Jefferies                                 | Siehe: Jefferies                                 | Siehe: Jefferies | Siehe: Jefferies | Siehe: Jefferies                                                                            |
| Grantonian |                                                  |                                                  | | | f                                                                                           |
| Gras Binet |                                                  |                                                  | | |                                                                                             |
| Grasblümchen (oder: Roter Sickinger, Sickinger Roter) |                                                  |                                                  | 1864 in der Südwestpfalz                                                                                                  | | j, o, r (S. 63)                                                                             |
| Grassie | Siehe: Grassy                                    | Siehe: Grassy                                    | Siehe: Grassy | Siehe: Grassy | Siehe: Grassy                                                                               |
| Grassy (oder: Grassie) |                                                  | Schöner aus Boskoop x Elstar                     | Neuzüchtung 2006. Züchter: Hans Friedrich Graß, Ratzeburg.                                                                | Allergiearm | [ 23 ]                                                                                      |
| Grasteen |                                                  |                                                  | | |                                                                                             |
| Grasteen Rot |                                                  |                                                  | | |                                                                                             |
| Grauapfel | Siehe: Graue Französische Renette                | Siehe: Graue Französische Renette                | Siehe: Graue Französische Renette                                                                                         | Siehe: Graue Französische Renette | Siehe: Graue Französische Renette                                                           |
| Graue Champagnerrenette (oder: Reinette De Versailles) |                                                  |                                                  | | | f                                                                                           |
| Graue Französische Renette (oder: Ancienne, Belle-Fille, Damason-Renette, Echte Graue Französische Renette, Grauapfel, Grauer Rabau, Herrengast, Lederapfel, Lederrenette, Pelzapfel, Rau-Apfel, Rauapfel, Reinette Grise, Reinette Grise Ancienne, Reinette Grise De Grandville, Reinette Grise Française, Reinette Toute Grise) |                                                  |                                                  | 1500 im Kloster Morimond                                                                                                  | | e, h (Nr. 566, S. 627), j, o, r (S. 63)                                                     |
| Graue Herbstrenette (oder: Gelbe Renette, Graue Renette, Große Renette, Herbst-Rabau, Lederapfel, Lederapfelrenette, Lederrenette, Reinette Grise D'Automne) |                                                  |                                                  | Um 1800 in Metz | | f, h (Nr. 558, S. 619), j, o, r (S. 63)                                                     |
| Graue Kanada-Renette | Siehe: Graue Kanadarenette                       | Siehe: Graue Kanadarenette                       | Siehe: Graue Kanadarenette                                                                                                | Siehe: Graue Kanadarenette | Siehe: Graue Kanadarenette                                                                  |
| Graue Kanadarenette (oder: Canada Grise, Graue Kanada-Renette, Reinette Du Grand Faye, Reinette Grise Du Canada, Reinette Grise Du Grand Faye, Renet Cenusiu De Canada, Renet Seryi Kanadskii, Renetta Del Canada Rugginosa, Renetta Grigia Del Canada, Smaragda, Takapuna Russet) |                                                  |                                                  | | | o                                                                                           |
| Graue Meißner Renette |                                                  |                                                  | | | h (Nr. 580, S. 642), r (S. 63)                                                              |
| Graue Portugiesische Renette | Siehe: Portugiesische Lederreinette              | Siehe: Portugiesische Lederreinette              | Siehe: Portugiesische Lederreinette                                                                                       | Siehe: Portugiesische Lederreinette | Siehe: Portugiesische Lederreinette                                                         |
| Graue Renette | Siehe: Graue Herbstrenette                       | Siehe: Graue Herbstrenette                       | Siehe: Graue Herbstrenette                                                                                                | Siehe: Graue Herbstrenette | Siehe: Graue Herbstrenette                                                                  |
| Graue Renette Der Bretagne | Siehe: Graue Renette Von Bretagne                | Siehe: Graue Renette Von Bretagne                | Siehe: Graue Renette Von Bretagne                                                                                         | Siehe: Graue Renette Von Bretagne | Siehe: Graue Renette Von Bretagne                                                           |
| Graue Renette Vom Zabergäu | Siehe: Zabergäurenette                           | Siehe: Zabergäurenette                           | Siehe: Zabergäurenette | Siehe: Zabergäurenette | Siehe: Zabergäurenette                                                                      |
| Graue Renette Von Bretagne (oder: Graue Renette Der Bretagne) |                                                  |                                                  | | | h (Nr. 582, S. 645), r (S. 64)                                                              |
| Grauech | Siehe: Edelgrauech, Sauergrauech                 | Siehe: Edelgrauech, Sauergrauech                 | Siehe: Edelgrauech, Sauergrauech                                                                                          | Siehe: Edelgrauech, Sauergrauech | Siehe: Edelgrauech, Sauergrauech                                                            |
| Grauer Boskoop |                                                  |                                                  | | | j                                                                                           |
| Grauer Fenchelapfel (oder: Fenouillet Gris) |                                                  |                                                  | | | f, g (S. 212), o, r (S. 64)                                                                 |
| Grauer Hordapfel |                                                  |                                                  | | | j, o, r (S. 64)                                                                             |
| Grauer Kurzstiel |                                                  |                                                  | | | h (Nr. 588, S. 651), j, o, r (S. 64)                                                        |
| Grauer Rabau | Siehe: Graue Französische Renette                | Siehe: Graue Französische Renette                | Siehe: Graue Französische Renette                                                                                         | Siehe: Graue Französische Renette | Siehe: Graue Französische Renette                                                           |
| Grauer Spitzapfel | Siehe: Renette Parmentier                        | Siehe: Renette Parmentier                        | Siehe: Renette Parmentier                                                                                                 | Siehe: Renette Parmentier | Siehe: Renette Parmentier                                                                   |
| Graugrüne Renette |                                                  |                                                  | | | h (Nr. 556, S. 617), r (S. 64)                                                              |
| Grauschale |                                                  |                                                  | | | o, r (S. 64)                                                                                |
| Gravenstein | Siehe: Gravensteiner                             | Siehe: Gravensteiner                             | Siehe: Gravensteiner | Siehe: Gravensteiner | Siehe: Gravensteiner                                                                        |
| Gravensteiner (oder: Blumenkalvill, Diels Sommerkönig, Echter Gelber Gravensteiner, Ernteapfel, Gravenstein, Sabine Des Flamands, Sommerkönig) |                                                  |                                                  | 1669 in Dänemark und Schleswig                                                                                            | Beschreibung | a, c, d, e, f, h (Nr. 28, S. 32), j, o, r (S. 64)                                           |
| Gravensteiner Aus Arreskov | Siehe: Gravensteiner Von Arreskov                | Siehe: Gravensteiner Von Arreskov                | Siehe: Gravensteiner Von Arreskov                                                                                         | Siehe: Gravensteiner Von Arreskov | Siehe: Gravensteiner Von Arreskov                                                           |
| Gravensteiner Von Arreskov (oder: Arreskov, Gravensteiner Aus Arreskov) |                                                  |                                                  | um 1850 in Dänemark. Züchter: Christen Pedersen                                                                           | | h (Nr. 11, S. 14), o, r (S. 64)                                                             |
| Gravensteiner (Burg) |                                                  |                                                  | | |                                                                                             |
| Gravensteiner (R20) |                                                  |                                                  | | |                                                                                             |
| Gravensteiner Reelstab |                                                  |                                                  | | |                                                                                             |
| Gravensteiner Schlieker Roter |                                                  |                                                  | | |                                                                                             |
| Graverse |                                                  |                                                  | | | o                                                                                           |
| Grawehr |                                                  |                                                  | | | o                                                                                           |
| Grazer Maschanzker | Siehe: Steirischer Maschanzker                   | Siehe: Steirischer Maschanzker                   | Siehe: Steirischer Maschanzker                                                                                            | Siehe: Steirischer Maschanzker | Siehe: Steirischer Maschanzker                                                              |
| Greasy Pippin (oder: Greasy Pippin (Northern Ireland)) |                                                  |                                                  | | | f                                                                                           |
| Greasy Pippin (Northern Ireland) | Siehe: Greasy Pippin                             | Siehe: Greasy Pippin                             | Siehe: Greasy Pippin | Siehe: Greasy Pippin | Siehe: Greasy Pippin                                                                        |
| Great Expectations |                                                  |                                                  | | | f                                                                                           |
| Greds Frequin |                                                  |                                                  | | | e                                                                                           |
| Green Balsam |                                                  |                                                  | | | a                                                                                           |
| Green Cheese |                                                  |                                                  | 18. Jahrhundert in North Carolina oder Georgia, USA                                                                       | | c                                                                                           |
| Green Crimean |                                                  |                                                  | | |                                                                                             |
| Green Custard |                                                  |                                                  | | | f                                                                                           |
| Green Harvey |                                                  |                                                  | | | a, f                                                                                        |
| Green Kilpandy Pippin |                                                  |                                                  | | | f                                                                                           |
| Green Newtown |                                                  |                                                  | | |                                                                                             |
| Green Peak Mcintosh (oder: Mcintosh Green Peak) |                                                  | Mcintosh × unbekannt                             | | | e                                                                                           |
| Green Purnell |                                                  |                                                  | | | f                                                                                           |
| Green Roland |                                                  |                                                  | | | f                                                                                           |
| Green Seek No Further |                                                  |                                                  | | |                                                                                             |
| Green Sweet |                                                  |                                                  | | | a                                                                                           |
| Greenmeadows Cox's Orange Pippin No.1163 |                                                  |                                                  | | | e                                                                                           |
| Greensleeves |                                                  |                                                  | 1966 in Kent, UK | | a, c, e, f, j, o, r (S. 65)                                                                 |
| Greenstar | Siehe: Nicogreen                                 | Siehe: Nicogreen                                 | Siehe: Nicogreen | Siehe: Nicogreen | Siehe: Nicogreen                                                                            |
| Greensweet |                                                  |                                                  | | | e                                                                                           |
| Greenups Apfel (oder: Greenup's Pippin) |                                                  |                                                  | | | f, h (Nr. 127, S. 143), r (S. 65)                                                           |
| Greenup's Pippin | Siehe: Greenups Apfel                            | Siehe: Greenups Apfel                            | Siehe: Greenups Apfel | Siehe: Greenups Apfel | Siehe: Greenups Apfel                                                                       |
| Grelot De Loir-Et-Cher |                                                  |                                                  | | | o                                                                                           |
| Grelot De Touraine |                                                  |                                                  | | | o                                                                                           |
| Grenadier |                                                  |                                                  | 1862 (dokumentiert) in England                                                                                            | | a, c, e, f, j, o, r (S. 65)                                                                 |
| Grenadine |                                                  |                                                  | | Rotes Fruchtfleisch | e                                                                                           |
| Grenssemanns Erdbeerapfel |                                                  |                                                  | | | h (Nr. 36, S. 40), r (S. 65)                                                                |
| Gretapfel |                                                  |                                                  | | | j                                                                                           |
| Grevenbroich | Siehe: Ulhorns Augustkalvill                     | Siehe: Ulhorns Augustkalvill                     | Siehe: Ulhorns Augustkalvill                                                                                              | Siehe: Ulhorns Augustkalvill | Siehe: Ulhorns Augustkalvill                                                                |
| Grey Pippin |                                                  |                                                  | | | f                                                                                           |
| Griffin's Beauty |                                                  |                                                  | | |                                                                                             |
| Griffith |                                                  |                                                  | | | e                                                                                           |
| Grignon | Siehe: Apfel Aus Grignon                         | Siehe: Apfel Aus Grignon                         | Siehe: Apfel Aus Grignon                                                                                                  | Siehe: Apfel Aus Grignon | Siehe: Apfel Aus Grignon                                                                    |
| Grijze Winterreinette |                                                  |                                                  | | | o                                                                                           |
| Grillot De Dambois |                                                  |                                                  | | | o                                                                                           |
| Grillot De Montbéliard |                                                  |                                                  | | | o                                                                                           |
| Grimes Golden |                                                  |                                                  | 1804 in Brooke County, West Virginia, USA                                                                                 | | a, c, d, f, j, o, r (S. 65)                                                                 |
| Grimoldby Golden |                                                  |                                                  | | | f                                                                                           |
| Grindstone |                                                  |                                                  | | |                                                                                             |
| Gris Braibant |                                                  |                                                  | | | j                                                                                           |
| Grise Dieppoise |                                                  |                                                  | | | e                                                                                           |
| Groene Eytjes |                                                  |                                                  | | | o, r (S. 65)                                                                                |
| Groene Keiing |                                                  |                                                  | | | o, r (S. 65)                                                                                |
| Groenhof |                                                  | Mutant von Elstar                                | | |                                                                                             |
| Grójeckie |                                                  |                                                  | | aus Grojec, Polen |                                                                                             |
| Groninger Krone (oder: Groninger Kroon) |                                                  |                                                  | | | f, j, o, r (S. 65)                                                                          |
| Groninger Kroon | Siehe: Groninger Krone                           | Siehe: Groninger Krone                           | Siehe: Groninger Krone | Siehe: Groninger Krone | Siehe: Groninger Krone                                                                      |
| Gronsvelder Klumpke |                                                  |                                                  | | | f, o                                                                                        |
| Gros-Api | Siehe: Großer Api                                | Siehe: Großer Api                                | Siehe: Großer Api | Siehe: Großer Api | Siehe: Großer Api                                                                           |
| Gros-Api Rouge | Siehe: Api Rouge                                 | Siehe: Api Rouge                                 | Siehe: Api Rouge | Siehe: Api Rouge | Siehe: Api Rouge                                                                            |
| Gros Barré |                                                  |                                                  | | | o                                                                                           |
| Gros Bois |                                                  |                                                  | | Herstellung von Cidre |                                                                                             |
| Gros Croquet |                                                  |                                                  | | | f                                                                                           |
| Gros Doux Blanc |                                                  |                                                  | | | f                                                                                           |
| Gros Faros | Siehe: Faros                                     | Siehe: Faros                                     | Siehe: Faros | Siehe: Faros | Siehe: Faros                                                                                |
| Gros Fenouillet (Gris Shand) |                                                  |                                                  | | | f                                                                                           |
| Gros France |                                                  |                                                  | | |                                                                                             |
| Gros Fréquin |                                                  |                                                  | | | e                                                                                           |
| Gros-Hôpital (oder: Bailleuil) |                                                  |                                                  | | | f, o                                                                                        |
| Gros Jaune |                                                  |                                                  | | | o                                                                                           |
| Gros-Locard |                                                  |                                                  | | | f, o                                                                                        |
| Gros Oeillet |                                                  |                                                  | | Herstellung von Cidre |                                                                                             |
| Gros-Pigeonnet |                                                  |                                                  | | |                                                                                             |
| Gros Rouoget |                                                  |                                                  | | |                                                                                             |
| Gros Têtard |                                                  |                                                  | | |                                                                                             |
| Groseille |                                                  |                                                  | | | f, o                                                                                        |
| Grosh |                                                  |                                                  | | Die Sorte Grosh wird auch Summer Rambo genannt, sollte aber nicht verwechselt werden mit Müschens Rosenapfel, der ebenfalls das Synonym Summer Rambo hat. |                                                                                             |
| Gross Launette |                                                  |                                                  | | | f                                                                                           |
| Große Casseler Reinette | Siehe: Große Kasseler Renette                    | Siehe: Große Kasseler Renette                    | Siehe: Große Kasseler Renette                                                                                             | Siehe: Große Kasseler Renette | Siehe: Große Kasseler Renette                                                               |
| Grosse De Saint-Clement |                                                  |                                                  | | | f                                                                                           |
| Große Englische Renette | Siehe: Kanadarenette                             | Siehe: Kanadarenette                             | Siehe: Kanadarenette | Siehe: Kanadarenette | Siehe: Kanadarenette                                                                        |
| Grosse Jaune |                                                  |                                                  | | |                                                                                             |
| Große Kasseler Renette (oder: Große Casseler Reinette) |                                                  |                                                  | | | h (Nr. 521, S. 578), i (102-104), r (S. 65)                                                 |
| Grosse Mignonnette D'Herbassy |                                                  |                                                  | | | f                                                                                           |
| Grosse Mouche |                                                  |                                                  | | | e                                                                                           |
| Große Renette | Siehe: Graue Herbstrenette                       | Siehe: Graue Herbstrenette                       | Siehe: Graue Herbstrenette                                                                                                | Siehe: Graue Herbstrenette | Siehe: Graue Herbstrenette                                                                  |
| Grosse Rouge |                                                  |                                                  | | | f                                                                                           |
| Grosse Saulette |                                                  |                                                  | | | f                                                                                           |
| Großer Anhalter |                                                  |                                                  | | | p (S. 345ff)                                                                                |
| Großer Apfel Aus Der Berberei |                                                  |                                                  | | | h (Nr. 261, S. 293), r (S. 65)                                                              |
| Großer Api (oder: Api Gros, Dieu, Gros-Api) |                                                  |                                                  | | Größere Version des Api. | e, f, g (S. 221), j, r (S. 65)                                                              |
| Großer Backapfel |                                                  |                                                  | | | p (S. 348)                                                                                  |
| Großer Böhmischer Brünnerling | Siehe: Welschisner                               | Siehe: Welschisner                               | Siehe: Welschisner | Siehe: Welschisner | Siehe: Welschisner                                                                          |
| Großer Böhmischer Rosenapfel | Siehe: Böhmischer Rosenapfel                     | Siehe: Böhmischer Rosenapfel                     | Siehe: Böhmischer Rosenapfel                                                                                              | Siehe: Böhmischer Rosenapfel | Siehe: Böhmischer Rosenapfel                                                                |
| Großer Bohnapfel | Siehe: Auringer Bohnapfel, Bohnapfel             | Siehe: Auringer Bohnapfel, Bohnapfel             | Siehe: Auringer Bohnapfel, Bohnapfel                                                                                      | Siehe: Auringer Bohnapfel, Bohnapfel | Siehe: Auringer Bohnapfel, Bohnapfel                                                        |
| Großer Brabanter Belle-Fleur | Siehe: Brabanter Bellefleur                      | Siehe: Brabanter Bellefleur                      | Siehe: Brabanter Bellefleur                                                                                               | Siehe: Brabanter Bellefleur | Siehe: Brabanter Bellefleur                                                                 |
| Großer Brasilienapfel | Siehe: Mecklenburger Königsapfel                 | Siehe: Mecklenburger Königsapfel                 | Siehe: Mecklenburger Königsapfel                                                                                          | Siehe: Mecklenburger Königsapfel | Siehe: Mecklenburger Königsapfel                                                            |
| Großer Brauner Bolchapfel |                                                  |                                                  | | | o, r (S. 65)                                                                                |
| Großer Brünnerling |                                                  |                                                  | | | j                                                                                           |
| Großer Engländer |                                                  |                                                  | | Benannt durch Richard Zorn | p (S. 350)                                                                                  |
| Großer Faros | Siehe: Faros                                     | Siehe: Faros                                     | Siehe: Faros | Siehe: Faros | Siehe: Faros                                                                                |
| Grosser Galwyler | Siehe: Spitzwissiker                             | Siehe: Spitzwissiker                             | Siehe: Spitzwissiker | Siehe: Spitzwissiker | Siehe: Spitzwissiker                                                                        |
| Großer Gestreifter Rambour (oder: Pfundapfel) |                                                  |                                                  | | | h (Nr. 281, S. 313), o, p (S. 351–355), r (S. 66)                                           |
| Großer Grüner Backapfel |                                                  |                                                  | | | p (S. 356)                                                                                  |
| Großer Grüner Gulderling |                                                  |                                                  | | | h (Nr. 116, S. 130), r (S. 66)                                                              |
| Großer Grüner Rambour |                                                  |                                                  | | | h (Nr. 249, S. 280), j, p (S. 357), r (S. 66)                                               |
| Großer Jungfernapfel | Siehe: Gestreifter Paradiesapfel                 | Siehe: Gestreifter Paradiesapfel                 | Siehe: Gestreifter Paradiesapfel                                                                                          | Siehe: Gestreifter Paradiesapfel | Siehe: Gestreifter Paradiesapfel                                                            |
| Großer Kohlapfel (oder: Zigeunerapfle Diel) |                                                  |                                                  | | | p (S. 358)                                                                                  |
| Großer Körchower Richard | Siehe: Gelber Richard                            | Siehe: Gelber Richard                            | Siehe: Gelber Richard | Siehe: Gelber Richard | Siehe: Gelber Richard                                                                       |
| Großer Mauerapfel |                                                  |                                                  | | | p (S. 359ff), r (S. 66)                                                                     |
| Großer Mogul |                                                  |                                                  | | | o, r (S. 66)                                                                                |
| Großer Nassauer |                                                  |                                                  | | | o, r (S. 66)                                                                                |
| Großer Neutzerling (Diel) (oder: Wasser-Neutzerling) |                                                  |                                                  | | | p (S. 362)                                                                                  |
| Großer Rambour | Siehe: Hausmütterchen, Großer Rambur             | Siehe: Hausmütterchen, Großer Rambur             | Siehe: Hausmütterchen, Großer Rambur                                                                                      | Siehe: Hausmütterchen, Großer Rambur | Siehe: Hausmütterchen, Großer Rambur                                                        |
| Großer Rambur (oder: Großer Rambour, Pfundapfel) |                                                  |                                                  | | | o, p (S. 363)                                                                               |
| Großer Rasselapfel |                                                  |                                                  | | | p (S. 364)                                                                                  |
| Großer Rheinischer Bohnapfel | Siehe: Bohnapfel                                 | Siehe: Bohnapfel                                 | Siehe: Bohnapfel | Siehe: Bohnapfel | Siehe: Bohnapfel                                                                            |
| Großer Richard |                                                  |                                                  | | | h (Nr. 30, S. 34)                                                                           |
| Großer Schlotterapfel | Siehe: Geflammter Kardinal                       | Siehe: Geflammter Kardinal                       | Siehe: Geflammter Kardinal                                                                                                | Siehe: Geflammter Kardinal | Siehe: Geflammter Kardinal                                                                  |
| Großer Schmantapfel |                                                  |                                                  | | | h (Nr. 263, S. 295), r (S. 67)                                                              |
| Großer Strahlapfel |                                                  |                                                  | | | p (S. 365f)                                                                                 |
| Großer Täubling (Diel) |                                                  |                                                  | | | p (S. 367), r (S. 67)                                                                       |
| Großherzog Friedrich Von Baden |                                                  |                                                  | | Beschreibung | j, o                                                                                        |
| Großherzogs Liebling | Siehe: Martini                                   | Siehe: Martini                                   | Siehe: Martini | Siehe: Martini | Siehe: Martini                                                                              |
| Grosvenor | Siehe: Lord Grosvenor                            | Siehe: Lord Grosvenor                            | Siehe: Lord Grosvenor | Siehe: Lord Grosvenor | Siehe: Lord Grosvenor                                                                       |
| Groths Melonenapfel |                                                  |                                                  | | | h (Nr. 187, S. 208), r (S. 67)                                                              |
| Grove |                                                  |                                                  | | | a                                                                                           |
| Grünapfel |                                                  |                                                  | | | h (Nr. 617, S. 684), j, o, p (S. 368ff), s                                                  |
| Grundhofer Streifling |                                                  |                                                  | | | o                                                                                           |
| Grüne Renette | Siehe: Karmeliterrenette                         | Siehe: Karmeliterrenette                         | Siehe: Karmeliterrenette                                                                                                  | Siehe: Karmeliterrenette | Siehe: Karmeliterrenette                                                                    |
| Grünecke | Siehe: Sulinger Grünling                         | Siehe: Sulinger Grünling                         | Siehe: Sulinger Grünling                                                                                                  | Siehe: Sulinger Grünling | Siehe: Sulinger Grünling                                                                    |
| Grüner Amerikaner |                                                  |                                                  | | Benannt durch Richard Zorn | p (S. 371)                                                                                  |
| Grüner Apfel Aus Sedan (oder: Grüner Apfel Von Sedan) |                                                  |                                                  | | | o, r (S. 67)                                                                                |
| Grüner Apfel Von Sedan | Siehe: Grüner Apfel Aus Sedan                    | Siehe: Grüner Apfel Aus Sedan                    | Siehe: Grüner Apfel Aus Sedan                                                                                             | Siehe: Grüner Apfel Aus Sedan | Siehe: Grüner Apfel Aus Sedan                                                               |
| Grüner Boskoop | Siehe: Schöner Aus Boskoop                       | Siehe: Schöner Aus Boskoop                       | Siehe: Schöner Aus Boskoop                                                                                                | Siehe: Schöner Aus Boskoop | Siehe: Schöner Aus Boskoop                                                                  |
| Grüner Calviner |                                                  |                                                  | | | f, r (S. 68)                                                                                |
| Grüner Fürstenapfel |                                                  |                                                  | | Beschreibung | h (Nr. 672, S. 748), j, o, r (S. 68)                                                        |
| Grüner Himbacher | Siehe: Himbacher Grüner                          | Siehe: Himbacher Grüner                          | Siehe: Himbacher Grüner                                                                                                   | Siehe: Himbacher Grüner | Siehe: Himbacher Grüner                                                                     |
| Grüner Hornauer |                                                  |                                                  | | | p (S. 372), r (S. 68)                                                                       |
| Grüner Kaiserapfel |                                                  |                                                  | | | o, r (S. 68)                                                                                |
| Grüner Kalvill | Siehe: London Pepping                            | Siehe: London Pepping                            | Siehe: London Pepping | Siehe: London Pepping | Siehe: London Pepping                                                                       |
| Grüner Pauliner |                                                  |                                                  | | | h (Nr. 658, S. 734), p (S. 373f), r (S. 68)                                                 |
| Grüner Richard |                                                  |                                                  | | | j                                                                                           |
| Grüner Rodheimer |                                                  |                                                  | | | p (S. 375)                                                                                  |
| Grüner Stettiner (oder: Grüner Winterstettiner) |                                                  |                                                  | | | h (Nr. 653, S. 729), j, o, p (S. 376f), r (S. 69)                                           |
| Grüner Wilhelm |                                                  |                                                  | | | j                                                                                           |
| Grüner Winterstettiner | Siehe: Grüner Stettiner                          | Siehe: Grüner Stettiner                          | Siehe: Grüner Stettiner                                                                                                   | Siehe: Grüner Stettiner | Siehe: Grüner Stettiner                                                                     |
| Grüner Wissinger |                                                  |                                                  | | | o, r (S. 69)                                                                                |
| Grünfleischige Renette |                                                  |                                                  | | | h (Nr. 308, S. 345), r (S. 69)                                                              |
| Grünhofer Hasenkopf |                                                  |                                                  | | | h (Nr. 80, S. 89), l (S. 29), r (S. 69)                                                     |
| Gruniker |                                                  |                                                  | | | o                                                                                           |
| Grünling |                                                  |                                                  | | | p (S. 378), r (S. 69)                                                                       |
| Grünling Aus Rhode-Island (oder: Grünling Von Rhode-Island, Rhode Island Greening) |                                                  |                                                  | 1650er in Newport, Rhode Island, USA                                                                                      | | a, c, d, f, g (S. 261), h (Nr. 381, S. 429), j, o, r (S. 69)                                |
| Grünling Von Rhode-Island | Siehe: Grünling Aus Rhode-Island                 | Siehe: Grünling Aus Rhode-Island                 | Siehe: Grünling Aus Rhode-Island                                                                                          | Siehe: Grünling Aus Rhode-Island | Siehe: Grünling Aus Rhode-Island                                                            |
| Grünling Aus Yorkshire | Siehe: Grünling Von Yorkshire                    | Siehe: Grünling Von Yorkshire                    | Siehe: Grünling Von Yorkshire                                                                                             | Siehe: Grünling Von Yorkshire | Siehe: Grünling Von Yorkshire                                                               |
| Grünling Von Yorkshire (oder: Grünling Aus Yorkshire) |                                                  |                                                  | | | h (Nr. 268, S. 300), r (S. 69)                                                              |
| Grünlocherl | Siehe: Schmidberger Renette                      | Siehe: Schmidberger Renette                      | Siehe: Schmidberger Renette                                                                                               | Siehe: Schmidberger Renette | Siehe: Schmidberger Renette                                                                 |
| Grünweißer Backapfel (oder: Sulzbacher Backapfel) |                                                  |                                                  | | | p (S. 379)                                                                                  |
| Grüter Edelapfel |                                                  |                                                  | | | o                                                                                           |
| Grvena Lepogvetka |                                                  |                                                  | | | f                                                                                           |
| Gs 66 (oder: Fräulein) |                                                  |                                                  | 2019, Hildesheimer Börde                                                                                                  | Als Clubsorte heißt die Sorte Fräulein. | r (S. 69)                                                                                   |
| Gschlurner |                                                  |                                                  | | | o                                                                                           |
| Gubbäpple |                                                  |                                                  | | | o                                                                                           |
| Gubener Warraschke (oder: Warraschke, Warraschke Aus Guben) |                                                  |                                                  | | | h (Nr. 677, S. 754), j, o, r (S. 69)                                                        |
| Guckenberger Krachapfel |                                                  |                                                  | | | o, r (S. 69)                                                                                |
| Guelph |                                                  |                                                  | | | f                                                                                           |
| Guillevic |                                                  |                                                  | | Herstellung von Cidre |                                                                                             |
| Gul Kanel | Siehe: Gelber Zimtapfel                          | Siehe: Gelber Zimtapfel                          | Siehe: Gelber Zimtapfel                                                                                                   | Siehe: Gelber Zimtapfel | Siehe: Gelber Zimtapfel                                                                     |
| Guldaeble |                                                  |                                                  | | | o, r (S. 69)                                                                                |
| Guldborg |                                                  |                                                  | | | e, f                                                                                        |
| Guldentaler Knorzekopp | Siehe: Guldentaler Knorzkopp                     | Siehe: Guldentaler Knorzkopp                     | Siehe: Guldentaler Knorzkopp                                                                                              | Siehe: Guldentaler Knorzkopp | Siehe: Guldentaler Knorzkopp                                                                |
| Guldentaler Knorzkopp (oder: Guldentaler Knorzekopp) |                                                  |                                                  | | | o, r (S. 69)                                                                                |
| Gunilla Böhuslän |                                                  |                                                  | | | o                                                                                           |
| Gunma |                                                  |                                                  | | |                                                                                             |
| Gurwolf-Reinette |                                                  |                                                  | | | o                                                                                           |
| Gustavs Dauerapfel |                                                  |                                                  | | | f, j, r (S. 69)                                                                             |
| Guths |                                                  |                                                  | | |                                                                                             |
| Gwendolyn |                                                  |                                                  | | | e                                                                                           |
| Gyllenkroks Astrakan |                                                  |                                                  | | | f                                                                                           |
| Gyogyi Piros |                                                  |                                                  | | | f                                                                                           |